# Ела Милер
Еленор "Ела" Галбрајт Милер (енгл. Ella Galbraith Miller; Мурзбург, 6. децембар 1884 — Вијена, 21. новембар 2000) била је америчка суперстогодишњакиња која је према гинисовој књизи рекорда носила титулу најстарије живе особе на свету у периоду од 30. децембра 1999. до 21. новембра 2000. године.

## Биографија
Ела Милер рођена је као Еленор "Ела" Галбрајт, у Мурзбургу, Тенеси, Сједињене Америчке Државе, 6. децембра 1884. године, као ћерка Ника и Кларе Кајл Галбрајт. Одрасла је у Хокинсу и радила као слуга пре него што је дошла у Охајо раних 1900-их. Удала се за Исака Милера у Хамилтону, а венчали су се 5. новембра 1908. Нису имали деце. Исак је умро 1936. Ела је живела у Хамилтону и радила као слушкиња до 1987. године, након чега се пензионисала у доби од 102 године и преселила у Вијену, у Вирџинији, где је провела остатак живота.
30. децембра 1999, након смрти 119-годишње Саре Кнаус из Пенсилваније, постала је најстарија жива особа у Сједињеним Америчким Државама и на свету.
Ела Милер преминула је у Вијени, Вирџинија, Сједињене Америчке Државе, 21. новембра 2000. године, у доби од 115 година и 351 дан.